# Alexander Harkam
Alexander Harkam (Graz, 17 novembre 1981) è un arbitro di calcio austriaco.